# Lista de património edificado no distrito de Castelo Branco
Esta lista é uma sublista da Lista de património edificado em Portugal para o Distrito de Castelo Branco, ordenada alfabeticamente por concelho, baseada nas listagens do IPPAR de Março de 2005 e atualizações.
Legenda:
- Os monumentos podem eventualmente ter várias designações, sendo estas separadas nesse caso pela conjunção "ou";
- Por vezes vários edifícios fazem parte de uma mesma classificação patrimonial, sendo nesse caso separados pela conjunção "e";
- A existência de dois graus de classificação diferente para um mesmo monumento (usualmente VC e outro) significa que este aguarda uma classificação definitiva, se bem que tenha sido homologado com o grau indicado (ex: VC-IIP é um imóvel em vias de classificação, homologado com o grau de Imóvel de Interesse Público).

Observação: São preservadas as denominações adoptadas pelo IPPAR, mesmo que elas apresentem outras alternativas. Nestes casos há redireccionamento para aquela em que o artigo está redigido, podendo ou não esta designação aparecer na lista.

## Belmonte
| ID     | Designações                                                                                   | Categoria              | Tipologia        | Freguesia        | Grau | Ano  | Coordenadas                           | Imagem       |
| ------ | --------------------------------------------------------------------------------------------- | ---------------------- | ---------------- | ---------------- | ---- | ---- | ------------------------------------- | ------------ |
| 70155  | Castelo de Belmonte                                                                           | Arquitectura militar   | Castelo          | Belmonte         | MN   | 1927 | 40.35925° N 7.3483° O                 | Mais imagens |
| 70532  | Igreja de Santiago (Belmonte) e capela anexa, designada por Capela dos Cabrais                | Arquitectura religiosa | Igreja           | Belmonte         | MN   | 1977 | 40.359253920171° N 7.3489737510681° O | Mais imagens |
| 72236  | Tulha dos Cabrais ou Ecomuseu do Zêzere                                                       | Arquitectura civil     | Edifício         | Belmonte         | IIM  | 1997 | 40.358137° N 7.351783° O              |              |
| 73258  | Convento de Nossa Senhora da Boa Esperança                                                    | Arquitectura religiosa | Convento         | Belmonte         | IIP  | 1986 | 40.344041° N 7.360697° O              | Mais imagens |
| 73609  | Castro da Chandeirinha de Belmonte                                                            | Arqueologia            | Castro           | Belmonte         | VC   |      |                                       |              |
| 74264  | Pelourinho de Belmonte                                                                        | Arquitectura civil     | Pelourinho       | Belmonte         | IIP  | 1933 | 40.358684° N 7.349663° O              | Mais imagens |
| 73267  | Conjunto da Casa da Torre de Caria                                                            | Arquitectura civil     | Casa             | Caria            | VC   |      | 40.297065° N 7.363177° O              |              |
| 155614 | Centro histórico de Caria                                                                     | Arquitectura mista     | Centro histórico | Caria            | VC   |      |                                       |              |
| 70345  | Torre de Centum Cellas (Centum Cellae, Centum Celli, Centum Caeles, Centcellas, Centum Coeli) | Arqueologia            | Villa            | Colmeal da Torre | MN   | 1927 | 40.377631673681° N 7.3427885770798° O | Mais imagens |

 Legenda: PM - Património Mundial · MN - Monumento Nacional · IIP - Imóvel de Interesse Público · MIP - Monumento de Interesse Público · CIP - Conjunto de Interesse Público · SIP - Sítio de Interesse Público · IIM - Imóvel de Interesse Municipal · MIM - Monumento de Interesse Municipal · CIM - Conjunto de Interesse Municipal · SIM - Sítio de Interesse Municipal · VC - Em vias de classificação · SPL - Sem proteção legal

## Castelo Branco
| ID      | Designações | Categoria              | Tipologia           | Freguesia            | Grau | Ano  | Coordenadas                           | Imagem       |
| ------- | --- | ---------------------- | ------------------- | -------------------- | ---- | ---- | ------------------------------------- | ------------ |
| 72170   | Casa de Alcains ou Solar da Viscondessa de Oleiros                                                                   | Arquitectura civil     | Casa                | Alcains              | IIP  | 2002 | 39.917220664612° N 7.455398440361° O  |              |
| 327712  | Solar dos Goulões | Arquitectura civil     | Solar               | Alcains              | IIP  | 2002 | 39.915077° N 7.454775° O              |              |
| 70389   | Cruzeiro de Castelo Branco ou Cruzeiro de São João                                                                   | Arquitectura religiosa | Cruzeiro            | Castelo Branco       | MN   | 1910 | 39.827716072457° N 7.4932309985161° O | Mais imagens |
| 70390   | Paço Episcopal de Castelo Branco (edifício, atualmente ocupado pelo Museu Francisco Tavares Proença Júnior e jardim) | Arquitectura religiosa | Paço                | Castelo Branco       | MN   | 1910 | 39.82822671° N 7.49422387° O          | Mais imagens |
| 71175   | Castelo de Castelo Branco ou Castelo dos Templários e muralha da vila                                                | Arquitectura militar   | Castelo             | Castelo Branco       | VC   |      | 39.825388384197° N 7.4963772296906° O |              |
| 71599   | Edifício da Câmara Municipal de Castelo Branco ou Antigo Solar dos Viscondes de Oleiros                              | Arquitectura civil     | Edifício            | Castelo Branco       | IIM  | 1978 | 39.82269952° N 7.49307192° O          |              |
| 71600   | Capela de Nossa Senhora da Piedade (Castelo Branco)                                                                  | Arquitectura religiosa | Capela              | Castelo Branco       | IIM  | 1982 | 39.82184321° N 7.489681° O            |              |
| 71601   | Capela do Espírito Santo (Castelo Branco)                                                                            | Arquitectura religiosa | Capela              | Castelo Branco       | IIM  | 1982 | 39.822464° N 7.494938° O              |              |
| 71639   | Palácio na Rua dos Cavaleiros do séc. XVIII                                                                          | Arquitectura civil     | Palácio             | Castelo Branco       | IIM  | 1997 | 39.82509294° N 7.49429957° O          |              |
| 72199   | Casa do Arco do Bispo ou Casa do Arco da Péla                                                                        | Arquitectura civil     | Casa                | Castelo Branco       | IIP  | 2002 | 39.82560171° N 7.49346555° O          | Mais imagens |
| 73970   | Chafariz de São Marcos                                                                                               | Arquitectura civil     | Chafariz            | Castelo Branco       | IIP  | 1978 | 39.8249° N 7.489354° O                |              |
| 73971   | Edifício do Governo Civil de Castelo Branco ou Antigo Palácio dos Viscondes de Portalegre                            | Arquitectura civil     | Edifício            | Castelo Branco       | IIP  | 1978 | 39.82335006° N 7.49345134° O          |              |
| 73972   | Igreja de São Miguel (Castelo Branco) ou Igreja Matriz de Castelo Branco ou Sé Catedral de Castelo Branco            | Arquitectura religiosa | Igreja              | Castelo Branco       | IIP  | 1978 | 39.826686° N 7.491219° O              | Mais imagens |
| 73973   | Estação arqueológica do Monte de São Martinho ou Castro do Monte de São Martinho                                     | Arqueologia            | Povoado fortificado | Castelo Branco       | VC   |      | 39.803652° N 7.464983° O              |              |
| 74250   | Igreja de Nossa Senhora de Mércoles ou Santuário de Nossa Senhora de Mércoles                                        | Arquitectura religiosa | Igreja              | Castelo Branco       | IIP  | 1959 | 39.819282° N 7.450615° O              |              |
| 336242  | Edifício da Caixa Geral de Depósitos em Castelo Branco                                                               | Arquitectura civil     | Banco               | Castelo Branco       | VC   |      | 39.822834016064° N 7.4922975897789° O |              |
| 336244  | Antiga Quinta do Paço Episcopal de Castelo Branco (portal principal e porta de Roma)                                 | Arquitectura religiosa | Portal              | Castelo Branco       | VC   |      | 39.828261934837° N 7.4936547875404° O |              |
| 71178   | Igreja de São Francisco de São Vicente da Beira                                                                      | Arquitectura religiosa | Igreja              | São Vicente da Beira | VC   |      | 40.038383° N 7.562701° O              |              |
| 73969   | Pelourinho de São Vicente da Beira                                                                                   | Arquitectura civil     | Pelourinho          | São Vicente da Beira | IIP  | 1933 | 40.037453° N 7.560249° O              |              |
| 155624  | Capela de Nossa Senhora da Orada                                                                                     | Arquitectura religiosa | Capela              | São Vicente da Beira | VC   |      |                                       |              |
| 336243  | Igreja da Misericórdia de São Vicente da Beira                                                                       | Arquitectura religiosa | Igreja              | São Vicente da Beira | VC   |      | 40.037443° N 7.560544° O              |              |
| 4211240 | Troço de calçada romana de São Vicente da Beira                                                                      | Arqueologia            | Calçada             | São Vicente da Beira | VC   |      |                                       |              |
| 73968   | Pelourinho de Sarzedas                                                                                               | Arquitectura civil     | Pelourinho          | Sarzedas             | IIP  | 1933 | 39.85026° N 7.685362° O               |              |

 Legenda: PM - Património Mundial · MN - Monumento Nacional · IIP - Imóvel de Interesse Público · MIP - Monumento de Interesse Público · CIP - Conjunto de Interesse Público · SIP - Sítio de Interesse Público · IIM - Imóvel de Interesse Municipal · MIM - Monumento de Interesse Municipal · CIM - Conjunto de Interesse Municipal · SIM - Sítio de Interesse Municipal · VC - Em vias de classificação · SPL - Sem proteção legal

## Covilhã
| ID     | Designações                                                                                                  | Categoria              | Tipologia           | Freguesia              | Grau | Ano  | Coordenadas                           | Imagem       |
| ------ | --- | ---------------------- | ------------------- | ---------------------- | ---- | ---- | ------------------------------------- | ------------ |
| 71598  | Memória da Expedição da Sociedade de Geografia à Serra da Estrela, presidida pelo Dr. Sousa Martins, em 1881 | Arquitectura civil     | Memorial            | Aldeia do Carvalho     | IIM  | 1978 | 40.307094° N 7.548746° O              |              |
| 71612  | Capela das Almas (Casegas) ou Capela da Misericórdia                                                         | Arquitectura religiosa | Capela              | Casegas                | IIM  | 1985 | 40.177183° N 7.698561° O              |              |
| 72182  | Quinta do Prado                                                                                              | Arquitectura civil     | Quinta              | Conceição (Covilhã)    | IIM  | 1999 | 40.294689° N 7.477498° O              |              |
| 74247  | Antiga tinturaria da Real Fábrica de Panos da Covilhã (conjunto de fornalhas e poços cilíndricos)            | Arquitectura religiosa | Igreja              | Conceição (Covilhã)    | IIP  | 1986 | 40.27761° N 7.508312° O               |              |
| 155645 | Palacete Jardim                                                                                              | Arquitectura civil     | Palacete            | Conceição (Covilhã)    | VC   |      | 40.284081° N 7.504778° O              |              |
| 74246  | Conjunto de Fornalhas e Poços Cilíndricos da antiga Tinturaria da Real Fábrica de Panos da Covilhã           | n/a                    | n/a                 | Covilhã (São Pedro)    | IIP  |      | 40.27752159° N 7.50864738° O          |              |
| 155642 | Casa dos Castelo Branco                                                                                      | Arquitectura civil     | Casa                | Dominguizo             | IIM  | 1998 | 40.209518° N 7.525731° O              |              |
| 71330  | Capela de São Sebastião                                                                                      | Arquitectura religiosa | Capela              | Erada                  | MIP  |      | 40.224739° N 7.647712° O              | Mais imagens |
| 73149  | Templo romano da Senhora das Cabeças                                                                         | Arquitectura religiosa | Templo              | Orjais                 | IIP  | 1992 | 40.345398° N 7.412954° O              |              |
| 73613  | Castro de Orjais e ruínas de uma construção junto à capela de Nossa Senhora das Cabeças                      | Arqueologia            | Povoado fortificado | Orjais                 | IIP  | 1992 | 40.345398° N 7.412954° O              |              |
| 73518  | Ponte do Paul                                                                                                | Arquitectura civil     | Ponte               | Paul                   | VC   |      |                                       |              |
| 155644 | Igreja Matriz de Paul                                                                                        | Arquitectura religiosa | Igreja              | Paul                   | VC   |      | 40.200712° N 7.636606° O              |              |
| 71486  | Casa das Morgadas                                                                                            | Arquitectura civil     | Casa                | Santa Maria (Covilhã)  | IIM  | 1982 | 40.280141588964° N 7.5063094496727° O |              |
| 72188  | Casa dos Ministros ou Casa dos Magistrados                                                                   | Arquitectura civil     | Casa                | Santa Maria (Covilhã)  | IIP  | 2002 | 40.28003611° N 7.50568333° O          |              |
| 74245  | Capela de Santa Cruz (Sítio do Calvário) ou Capela do Calvário                                               | Arquitectura religiosa | Capela              | Santa Maria (Covilhã)  | IIP  | 1959 | 40.281802° N 7.508195° O              | Mais imagens |
| 74248  | Muralhas da Cidade da Covilhã                                                                                | Arquitectura militar   | Muralha             | Santa Maria (Covilhã)  | IIP  | 1986 | 40.27917222° N 7.50458611° O          |              |
| 74249  | Pelourinho da Covilhã                                                                                        | Arquitectura civil     | Pelourinho          | Santa Maria (Covilhã)  | IIP  | 1933 | 40.280254° N 7.504726° O              |              |
| 74999  | Edifício na Rua 1º de Dezembro, nº 10 - Cisterna medieval                                                    | Arquitectura civil     | Cisterna            | Santa Maria (Covilhã)  | IIP  | 1982 | 40.280688° N 7.504973° O              |              |
| 75000  | Igreja da Misericórdia da Covilhã                                                                            | Arquitectura religiosa | Igreja              | Santa Maria (Covilhã)  | IIP  | 1997 | 40.28061871° N 7.50350399° O          | Mais imagens |
| 155641 | Cine-teatro da Covilhã                                                                                       | Arquitectura civil     | Cine-Teatro         | Santa Maria (Covilhã)  | VC   |      |                                       |              |
| 72185  | Centro histórico da Covilhã                                                                                  | Arquitectura mista     | Centro histórico    | São Martinho (Covilhã) | VC   |      | 40.26666667° N 7.5° O                 |              |
| 73628  | Capela de São Martinho                                                                                       | Arquitectura religiosa | Capela              | São Martinho (Covilhã) | IIP  | 1963 | 40.277773° N 7.507671° O              |              |
| 73878  | Troço de calçada romana junto à estação de caminho de ferro da Covilhã                                       | Arqueologia            | Via                 | São Pedro (Covilhã)    | IIP  | 1992 | 40.278683° N 7.497818° O              |              |
| 72076  | Terlamonte                                                                                                   | Arquitectura civil     | Conjunto urbano     | Teixoso                | VC   |      | 40.28333333° N 7.43333333° O          |              |
| 74234  | Capela de Santo Cristo do Teixoso                                                                            | Arquitectura religiosa | Capela              | Teixoso                | IIP  | 1960 | 40.313729° N 7.45752° O               |              |

 Legenda: PM - Património Mundial · MN - Monumento Nacional · IIP - Imóvel de Interesse Público · MIP - Monumento de Interesse Público · CIP - Conjunto de Interesse Público · SIP - Sítio de Interesse Público · IIM - Imóvel de Interesse Municipal · MIM - Monumento de Interesse Municipal · CIM - Conjunto de Interesse Municipal · SIM - Sítio de Interesse Municipal · VC - Em vias de classificação · SPL - Sem proteção legal

## Fundão
| ID      | Designações                                                                  | Categoria              | Tipologia           | Freguesia        | Grau | Ano  | Coordenadas                  | Imagem       |
| ------- | ---------------------------------------------------------------------------- | ---------------------- | ------------------- | ---------------- | ---- | ---- | ---------------------------- | ------------ |
| 71031   | Fontes de Mergulho: Fonte da Rua da Fonte e a Fonte Figueiredo               | Arquitectura civil     | Fonte               | Aldeia de Joanes | IIM  | 1997 | 40.137539° N 7.516953° O     | Mais imagens |
| 72064   | Igreja Matriz de Aldeia de Joanes ou Igreja de São Pedro de Aldeia de Joanes | Arquitectura religiosa | Igreja              | Aldeia de Joanes | IIP  | 1997 | 40.136465° N 7.521143° O     | Mais imagens |
| 74834   | Vias antigas em Alpedrinha e Castelo Novo                                    | Arqueologia            | Via                 | Alpedrinha       | IIP  |      | 40.100062° N 7.469038° O     |              |
| 74938   | Capela do Leão e fonte monumental                                            | Arquitectura religiosa | Capela              | Alpedrinha       | IIP  | 1951 | 40.098772° N 7.467775° O     | Mais imagens |
| 74939   | Pelourinho de Alpedrinha                                                     | Arquitectura civil     | Pelourinho          | Alpedrinha       | IIP  | 1933 | 40.099428° N 7.467674° O     |              |
| 155664  | Centro histórico de Alpedrinha                                               | Arquitectura mista     | Centro histórico    | Alpedrinha       | VC   |      |                              |              |
| 74128   | Pelourinho de Atalaia do Campo                                               | Arquitectura civil     | Pelourinho          | Atalaia do Campo | IIP  | 1933 | 40.054113° N 7.43509° O      |              |
| 71007   | Lagareta em Castelo Novo                                                     | Arquitectura civil     | Lagar               | Castelo Novo     | IIM  | 1997 | 40.077359° N 7.496981° O     | Mais imagens |
| 72062   | Aldeia de Castelo Novo                                                       | Arquitectura mista     | Centro histórico    | Castelo Novo     | VC   |      |                              |              |
| 72312   | Pelourinho de Castelo Novo                                                   | Arquitectura civil     | Pelourinho          | Castelo Novo     | IIP  | 1933 | 40.077774° N 7.495698° O     | Mais imagens |
| 72311   | Casa do Paço das Donas                                                       | Arquitectura civil     | Casa                | Donas            | IIP  | 1977 | 40.131299° N 7.47444° O      |              |
| 336323  | Solar Beirão                                                                 | Arquitectura civil     | Solar               | Donas            | VC   |      |                              |              |
| 73257   | Igreja de Fatela                                                             | Arquitectura religiosa | Igreja              | Fatela           | IIP  | 1967 | 40.15828° N 7.431942° O      |              |
| 69816   | Pelourinho do Fundão                                                         | Arquitectura civil     | Pelourinho          | Fundão           | MN   | 1910 | 40.137837° N 7.500265° O     |              |
| 74887   | Igreja da Misericórdia do Fundão                                             | Arquitectura religiosa | Igreja              | Fundão           | IIP  | 1978 | 40.137296° N 7.498941° O     | Mais imagens |
| 155665  | Cine-Teatro Gardunha                                                         | Arquitectura civil     | Cine-Teatro         | Fundão           | VC   |      | 40.139495° N 7.498979° O     |              |
| 71019   | Casa da Orca ou Casa Grande                                                  | Arquitectura civil     | Casa                | Orca             | IIM  | 1997 | 40.04402915° N 7.37145504° O |              |
| 73514   | Igreja da Póvoa da Atalaia                                                   | Arquitectura religiosa | Igreja              | Póvoa de Atalaia | IIP  | 1959 | 40.063856° N 7.434713° O     |              |
| 71613   | Fonte de Mergulho do Goducho ou Fonte do Goducho                             | Arquitectura civil     | Fonte               | Soalheira        | IIM  | 1980 | 40.02672791° N 7.48879475° O |              |
| 336324  | Solar Pinto de Castello Branco ou Casa Pinto                                 | Arquitectura civil     | Quinta              | Vale de Prazeres | VC   |      |                              |              |
| 4131207 | Castro da Covilhã Velha                                                      | Arqueologia            | Povoado fortificado | Vale de Prazeres | VC   | 1974 | 40.116623° N 7.446197° O     |              |
| 327714  | Ponte romana de Peroviseu                                                    | Arqueologia            | Ponte               | Valverde         | IIP  | 2002 | 40.187601° N 7.444232° O     |              |

 Legenda: PM - Património Mundial · MN - Monumento Nacional · IIP - Imóvel de Interesse Público · MIP - Monumento de Interesse Público · CIP - Conjunto de Interesse Público · SIP - Sítio de Interesse Público · IIM - Imóvel de Interesse Municipal · MIM - Monumento de Interesse Municipal · CIM - Conjunto de Interesse Municipal · SIM - Sítio de Interesse Municipal · VC - Em vias de classificação · SPL - Sem proteção legal

## Idanha-a-Nova
| ID     | Designações                                                                                             | Categoria              | Tipologia                              | Freguesia             | Grau | Ano  | Coordenadas                  | Imagem       |
| ------ | --- | ---------------------- | -------------------------------------- | --------------------- | ---- | ---- | ---------------------------- | ------------ |
| 71616  | Edifício na Rua de São Pedro (26-28)                                                                    | Arquitectura civil     | Edifício                               | Idanha-a-Nova         | VC   |      | 39.920888° N 7.238032° O     |              |
| 72070  | Edifício na Rua de São Pedro (13-15)                                                                    | Arquitectura civil     | Edifício                               | Idanha-a-Nova         | VC   |      |                              |              |
| 155671 | Casa Pignatelli, casa brasonada na Rua José Silvestre Ribeiro nº41                                      | Arquitectura civil     | Casa                                   | Idanha-a-Nova         | VC   |      |                              |              |
| 70554  | Conjunto arquitectónico e arqueológico de Idanha-a-Velha Inclui a denominada Catedral de Idanha-a-Velha | Arqueologia            | Conjunto Arquitectónico e Arqueológico | Idanha-a-Velha        | MN   | 1997 | 39.99010674° N 7.14725184° O |              |
| 73340  | Catedral e a velha ponte a Este, sobre o Ponsul                                                         | Arqueologia            | Mesquita                               | Idanha-a-Velha        | IIP  | 1956 | 39.99728068° N 7.14363594° O | Mais imagens |
| 73341  | Pelourinho de Idanha-a-Velha                                                                            | Arquitectura civil     | Pelourinho                             | Idanha-a-Velha        | IIP  | 1933 | 39.996416° N 7.143632° O     | Mais imagens |
| 69865  | Castelo e muralhas de Monsanto                                                                          | Arquitectura militar   | Castelo                                | Monsanto              | MN   | 1948 | 40.037677° N 7.115138° O     | Mais imagens |
| 73618  | Capela de São Pedro de Vir à Corça ou Capela de São Pedro de Vira-Corça                                 | Arquitectura religiosa | Capela                                 | Monsanto              | IIP  | 1958 | 40.051021° N 7.127215° O     |              |
| 74231  | Estação arqueológica romana de São Lourenço                                                             | Arqueologia            | Villa                                  | Monsanto              | IIP  | 1992 | 40.036966° N 7.138377° O     |              |
| 74233  | Aldeia Velha de Monsanto                                                                                | Arquitectura mista     | Centro histórico                       | Monsanto              | IIP  | 1982 | 40.03333333° N 7.1° O        | Mais imagens |
| 336311 | Pelourinho de Monsanto                                                                                  | Arquitectura civil     | Pelourinho                             | Monsanto              | IIP  | 1933 | 40.039075° N 7.115182° O     |              |
| 73339  | Villa romana de Barros                                                                                  | Arqueologia            | Villa                                  | Oledo                 | IIP  | 1997 | 39.970355° N 7.298191° O     |              |
| 74952  | Pelourinho de Penha Garcia                                                                              | Arquitectura civil     | Pelourinho                             | Penha Garcia          | IIP  | 1933 | 40.042252° N 7.016756° O     |              |
| 72068  | Igreja Matriz de Proença-a-Velha, incluindo o altar-mor de talha dourada e as três imagens do Calvário  | Arquitectura religiosa | Igreja                                 | Proença-a-Velha       | IIP  | 2002 | 40.026693° N 7.2386° O       | Mais imagens |
| 73179  | Igreja da Misericórdia de Proença-a-Velha                                                               | Arquitectura religiosa | Igreja                                 | Proença-a-Velha       | IIP  | 1997 | 40.025996° N 7.241104° O     |              |
| 73433  | Pelourinho de Proença-a-Velha                                                                           | Arquitectura civil     | Pelourinho                             | Proença-a-Velha       | IIP  | 1933 | 40.025627° N 7.241209° O     | Mais imagens |
| 74230  | Pelourinho de Rosmaninhal                                                                               | Arquitectura civil     | Pelourinho                             | Rosmaninhal           | IIP  | 1933 | 39.728781° N 7.089454° O     |              |
| 74950  | Pelourinho de Salvaterra do Extremo                                                                     | Arquitectura civil     | Pelourinho                             | Salvaterra do Extremo | IIP  | 1933 | 39.882617° N 6.914256° O     |              |
| 74951  | Igreja Matriz de Salvaterra do Extremo                                                                  | Arquitectura religiosa | Igreja                                 | Salvaterra do Extremo | IIP  | 1997 | 39.883633° N 6.914322° O     |              |
| 336301 | Igreja da Misericórdia de Salvaterra do Extremo                                                         | Arquitectura religiosa | Igreja                                 | Salvaterra do Extremo | VC   |      | 39.883297° N 6.914509° O     |              |
| 72072  | Igreja da Misericórdia de Segura                                                                        | Arquitectura religiosa | Igreja                                 | Segura                | VC   |      | 39.825254° N 6.977411° O     |              |
| 73367  | Fortaleza de Segura                                                                                     | Arquitectura militar   | Fortaleza                              | Segura                | IIP  | 1959 | 39.82656° N 6.980008° O      |              |
| 73368  | Pelourinho de Segura                                                                                    | Arquitectura civil     | Pelourinho                             | Segura                | IIP  | 1933 | 39.82696° N 6.978404° O      |              |
| 72310  | Pelourinho de Zebreira                                                                                  | Arquitectura civil     | Pelourinho                             | Zebreira              | IIP  | 1933 | 39.84498° N 7.071245° O      |              |

 Legenda: PM - Património Mundial · MN - Monumento Nacional · IIP - Imóvel de Interesse Público · MIP - Monumento de Interesse Público · CIP - Conjunto de Interesse Público · SIP - Sítio de Interesse Público · IIM - Imóvel de Interesse Municipal · MIM - Monumento de Interesse Municipal · CIM - Conjunto de Interesse Municipal · SIM - Sítio de Interesse Municipal · VC - Em vias de classificação · SPL - Sem proteção legal

## Oleiros
| ID     | Designações                                                                 | Categoria              | Tipologia | Freguesia | Grau | Ano  | Coordenadas              | Imagem |
| ------ | --------------------------------------------------------------------------- | ---------------------- | --------- | --------- | ---- | ---- | ------------------------ | ------ |
| 71500  | Capela da Misericórdia de Álvaro                                            | Arquitectura religiosa | Capela    | Álvaro    | IIM  | 1997 | 39.975616° N 7.965506° O |        |
| 72086  | Igreja Matriz de Oleiros ou Igreja de Nossa Senhora da Conceição de Oleiros | Arquitectura religiosa | Igreja    | Oleiros   | VC   |      | 39.917096° N 7.913504° O |        |
| 336223 | Capela de Nossa Senhora Mãe dos Homens                                      | Arquitectura religiosa | Capela    | Oleiros   | VC   |      | 39.918405° N 7.91319° O  |        |
| 336224 | Igreja da Misericórdia de Oleiros                                           | Arquitectura religiosa | Igreja    | Oleiros   | VC   |      | 39.917121° N 7.913957° O |        |

 Legenda: PM - Património Mundial · MN - Monumento Nacional · IIP - Imóvel de Interesse Público · MIP - Monumento de Interesse Público · CIP - Conjunto de Interesse Público · SIP - Sítio de Interesse Público · IIM - Imóvel de Interesse Municipal · MIM - Monumento de Interesse Municipal · CIM - Conjunto de Interesse Municipal · SIM - Sítio de Interesse Municipal · VC - Em vias de classificação · SPL - Sem proteção legal

## Penamacor
| ID     | Designações                                                     | Categoria              | Tipologia  | Freguesia                | Grau | Ano  | Coordenadas              | Imagem       |
| ------ | --------------------------------------------------------------- | ---------------------- | ---------- | ------------------------ | ---- | ---- | ------------------------ | ------------ |
| 328209 | Igreja de Águas                                                 | Arquitectura religiosa | Igreja     | Águas                    | VC   |      | 40.112711° N 7.205148° O |              |
| 73517  | Pelourinho da Bemposta                                          | Arquitectura civil     | Pelourinho | Bemposta                 | IIP  | 1933 | 40.067342° N 7.211318° O |              |
| 71618  | Casa do Comendador ou Casa do Governador                        | Arquitectura civil     | Casa       | Meimoa                   | IIM  | 1989 |                          |              |
| 73255  | Ponte da Ribeira de Meimoa ou Ponte da Meimoa                   | Arquitectura civil     | Ponte      | Meimoa                   | IIP  | 1953 | 40.226291° N 7.187977° O |              |
| 155821 | Casa do Teatro                                                  | Arquitectura civil     | Teatro     | Pedrógão de São Pedro    | VC   |      |                          |              |
| 73056  | Fortaleza e Castelo de Penamacor                                | Arquitectura militar   | Castelo    | Penamacor                | MN   | 1973 | 40.167684° N 7.167625° O | Mais imagens |
| 73805  | Pelourinho de Penamacor                                         | Arquitectura civil     | Pelourinho | Penamacor                | IIP  | 1933 | 40.167843° N 7.167701° O | Mais imagens |
| 155823 | Igreja de Santo António e Claustro do Convento de Santo António | Arquitectura religiosa | Convento   | Penamacor                | VC   |      | 40.167995° N 7.173668° O |              |
| 72254  | Conjunto do Santuário da Senhora da Póvoa                       | Arquitectura civil     | Conjunto   | Vale da Senhora da Póvoa | VC   |      | 40.271256° N 7.219785° O |              |

 Legenda: PM - Património Mundial · MN - Monumento Nacional · IIP - Imóvel de Interesse Público · MIP - Monumento de Interesse Público · CIP - Conjunto de Interesse Público · SIP - Sítio de Interesse Público · IIM - Imóvel de Interesse Municipal · MIM - Monumento de Interesse Municipal · CIM - Conjunto de Interesse Municipal · SIM - Sítio de Interesse Municipal · VC - Em vias de classificação · SPL - Sem proteção legal

## Sertã
| ID       | Designações                                                                                     | Categoria                                                           | Tipologia     | Freguesia                                 | Grau | Ano  | Coordenadas                           | Imagem       |
| -------- | ----------------------------------------------------------------------------------------------- | ------------------------------------------------------------------- | ------------- | ----------------------------------------- | ---- | ---- | ------------------------------------- | ------------ |
| 73338    | Igreja de São Sebastião ou Igreja Matriz de Cernache do Bonjardim                               | Arquitectura religiosa                                              | Igreja        | Cernache do Bonjardim                     | IIP  | 1961 | 39.816094° N 8.187644° O              |              |
| 155886   | Atelier Túlio Vitorino ou Atelier do pintor Túlio Vitorino                                      | Arquitectura civil                                                  | Casa          | Cernache do Bonjardim                     | IIM  | 1999 | 39.818275° N 8.182282° O              |              |
| 155889   | Estação de arte rupestre da Lageira                                                             | Arqueologia                                                         | Arte Rupestre | Ermida                                    | VC   |      |                                       |              |
| 155888   | Estação de arte rupestre da Fechadura                                                           | Arqueologia                                                         | Arte Rupestre | Figueiredo                                | VC   |      |                                       |              |
| 73756    | Pelourinho de Pedrógão Pequeno                                                                  | Arquitectura civil                                                  | Pelourinho    | Pedrógão Pequeno                          | IIP  | 1933 | 39.903397° N 8.131442° O              |              |
| 73757    | Igreja Matriz de Pedrogão Pequeno                                                               | Arquitectura religiosa                                              | Igreja        | Pedrógão Pequeno                          | IIP  | 1993 | 39.903048° N 8.131721° O              |              |
| 72206    | Igreja da Misericórdia de Sertã                                                                 | Arquitectura religiosa                                              | Igreja        | Sertã                                     | VC   |      | 39.806552° N 8.098867° O              |              |
| 74936    | Pelourinho da Sertã                                                                             | Arquitectura civil                                                  | Pelourinho    | Sertã                                     | IIP  | 1933 | 39.807519° N 8.097781° O              |              |
| 74937    | Igreja de São Pedro ou Igreja Matriz da Sertã                                                   | Arquitectura religiosa                                              | Igreja        | Sertã                                     | IIP  | 1974 | 39.806776° N 8.099354° O              |              |
| 155887   | Capela de Nossa Senhora da Conceição                                                            | Arquitectura religiosa                                              | Capela        | Sertã                                     | VC   |      |                                       |              |
| 7111243  | Ponte da Carvalha (também denominada Ponte Velha, Ponte da Várzea ou Ponte romana)              | Património industrial / Arquitectura Industrial Moderna (1925-1965) | Ponte         | Sertã                                     | VC   |      |                                       |              |
| 0        | Solar do Soalheiro                                                                              | Arquitectura civil                                                  | Solar         | Sertã                                     | SPL  | 1800 | 39.807803960203° N 8.0975233669544° O |              |
| 72205    | Convento de Santo António (Sertã) (também denominado Antigo Convento de Santo António da Sertã) | Arquitectura Religiosa / Convento /                                 | Convento      | Sertã                                     | MIP  | 2015 |                                       | Mais imagens |
| 24904893 | Edifício do Clube Bonjardim e do Teatro Taborda                                                 | Teatro                                                              |               | Cernache do Bonjardim, Nesperal e Palhais | MIM  | 2018 |                                       |              |
| 18726169 | Edifício do Clube da Sertã e do Cine Teatro Tasso                                               | Teatro                                                              |               | Sertã                                     | MIM  | 2014 |                                       |              |

 Legenda: PM - Património Mundial · MN - Monumento Nacional · IIP - Imóvel de Interesse Público · MIP - Monumento de Interesse Público · CIP - Conjunto de Interesse Público · SIP - Sítio de Interesse Público · IIM - Imóvel de Interesse Municipal · MIM - Monumento de Interesse Municipal · CIM - Conjunto de Interesse Municipal · SIM - Sítio de Interesse Municipal · VC - Em vias de classificação · SPL - Sem proteção legal

## Vila Velha de Ródão
| ID    | Designações                                                                   | Categoria              | Tipologia           | Freguesia           | Grau | Ano  | Coordenadas                 | Imagem       |
| ----- | ----------------------------------------------------------------------------- | ---------------------- | ------------------- | ------------------- | ---- | ---- | --------------------------- | ------------ |
| 71593 | Túmulo de Santo Amaro                                                         | Arquitectura religiosa | Túmulo              | Fratel              | IIM  | 1992 | 39.65142909° N 7.7532735° O |              |
| 72986 | Estação arqueológica da Foz do Enxarique                                      | Arqueologia            | Estação de Ar Livre | Vila Velha de Ródão | IIP  | 1990 | 39.648373° N 7.665374° O    |              |
| 72987 | Pelourinho de Vila Velha de Ródão                                             | Arquitectura civil     | Pelourinho          | Vila Velha de Ródão | IIP  | 1933 | 39.65294° N 7.672795° O     |              |
| 72989 | Castelo de Rodão ou Castelo do Rei Wamba e Capela de Nossa Senhora do Castelo | Arquitectura militar   | Castelo             | Vila Velha de Ródão | IIP  | 1993 | 39.648813° N 7.690807° O    | Mais imagens |

 Legenda: PM - Património Mundial · MN - Monumento Nacional · IIP - Imóvel de Interesse Público · MIP - Monumento de Interesse Público · CIP - Conjunto de Interesse Público · SIP - Sítio de Interesse Público · IIM - Imóvel de Interesse Municipal · MIM - Monumento de Interesse Municipal · CIM - Conjunto de Interesse Municipal · SIM - Sítio de Interesse Municipal · VC - Em vias de classificação · SPL - Sem proteção legal